# Lijst van oorlogsmonumenten in Voorschoten
De Nederlandse gemeente Voorschoten heeft 3 oorlogsmonumenten. Hieronder een overzicht.
| Nr.  | Object          | Herdachte groep                                                                                        | Ontwerper     | Onthulling      | Type      | Locatie                          | Plaats      | Coördinaten                  | Foto            |
| ---- | --------------- | --- | ------------- | --------------- | --------- | -------------------------------- | ----------- | ---------------------------- | --------------- |
| 1006 | Oorlogsmonument | algemeen, allen, burgerslachtoffers                                                                    | Gra Rueb      |                 | zuil      | Koningin Julianalaan, 2252 GA    | Voorschoten | 52° 7' 35" NB, 4° 26' 46" OL | Oorlogsmonument |
| 3045 | Indië-monument  | militairen in dienst van het Ned. Kon. Leger na 1945, militairen in dienst van het Ned. Kon. 1940-1945 |               | 1 december 2004 | plaquette | Dorpskerk, Schoolstraat          | Voorschoten | 52° 7' 37" NB, 4° 26' 47" OL | Indië-monument  |
|      | Stolpersteine   | vervolgden Nederland                                                                                   | Gunter Demnig |                 | plaquette | Zie Stolpersteine in Voorschoten | Voorschoten |                              |                 |

Alblasserdam ·
Albrandswaard ·
Alphen aan den Rijn ·
Barendrecht ·
Bodegraven-Reeuwijk ·
Capelle aan den IJssel ·
Delft ·
Den Haag ·
Dordrecht ·
Goeree-Overflakkee ·
Gorinchem ·
Gouda ·
Hardinxveld-Giessendam ·
Hendrik-Ido-Ambacht ·
Hillegom ·
Hoeksche Waard ·
Kaag en Braassem ·
Katwijk ·
Krimpen aan den IJssel ·
Krimpenerwaard ·
Lansingerland ·
Leiden ·
Leiderdorp ·
Leidschendam-Voorburg ·
Lisse ·
Maassluis ·
Midden-Delfland ·
Molenlanden ·
Nieuwkoop ·
Nissewaard ·
Noordwijk ·
Oegstgeest ·
Papendrecht ·
Pijnacker-Nootdorp ·
Ridderkerk ·
Rijswijk ·
Rotterdam ·
Schiedam ·
Sliedrecht ·
Teylingen ·
Vlaardingen ·
Voorne aan Zee ·
Voorschoten ·
Waddinxveen ·
Wassenaar ·
Westland ·
Zoetermeer ·
Zoeterwoude ·
Zuidplas ·
Zwijndrecht